# William Greene (Politiker, 1797)

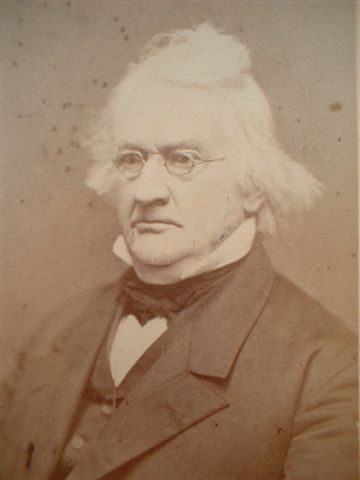
William Greene

William Greene (* 1. Januar 1797 in Warwick, Rhode Island; † 24. März 1883 ebenda) war ein US-amerikanischer Politiker. Zwischen 1866 und 1868 war er Vizegouverneur des Bundesstaates Rhode Island.

## Werdegang
William Greene entstammte einer prominenten Politikerfamilie. Sein Vater Ray Greene (1765–1849) war US-Senator; sein Großvater, der ebenfalls William Greene hieß und von 1731 bis 1809 lebte, war Gouverneur von Rhode Island. Weitere Vorfahren bekleideten in der Kolonialzeit wichtige Ämter und waren Gouverneure oder Vizegouverneure der Kolonie. Auch der Gründer der Stadt Warwick gehörte zu seinen Vorfahren. Greene studierte zunächst an der Brown University. Nach einem anschließenden Jurastudium an der Litchfield Law School in Connecticut und seiner Zulassung als Rechtsanwalt begann er um das Jahr 1820 in Cincinnati (Ohio) in diesem Beruf zu arbeiten. Dort war er auch Mitglied und zwischenzeitlich Präsident des Schulausschusses. Erst im Jahr 1862 kehrte er nach Warwick zurück. Politisch hatte er sich inzwischen der 1854 gegründeten Republikanischen Partei angeschlossen.
1866 wurde Greene an der Seite von Ambrose Burnside zum Vizegouverneur von Rhode Island gewählt. Dieses Amt bekleidete er zwischen 1866 und 1868. Dabei war er Stellvertreter des Gouverneurs und Vorsitzender des Staatssenats. Im Mai 1868 nahm er als Delegierter an der Republican National Convention in Chicago teil, auf der Ulysses S. Grant als Präsidentschaftskandidat nominiert wurde. Nach seiner Zeit als Vizegouverneur ist er politisch nicht mehr in Erscheinung getreten. Er starb am 24. März 1883 in Warwick, wo er auch beigesetzt wurde.